# Tephrosia florida
Tephrosia florida là một loài thực vật có hoa trong họ Đậu. Loài này được (F.Dietr.) C.E.Wood miêu tả khoa học đầu tiên.